# Hyposada fraterculata
Hyposada fraterculata là một loài bướm đêm trong họ Erebidae.